# Sriednieuranskij
Sriednieuranskij (ros. Среднеуранский) – osiedle w Rosji, w obwodzie orenburskim, w rejonie nowosiergijewskim. W 2021 liczyło 613 mieszkańców.